# Козла
Козла (рум. Cozla) је насеље у општини Берзаска, округ Караш-Северен у Румунији. Налази се на обали Дунава у Ђердапској клисури, у подножју Алмашких планина.

## Историја
По "Румунској енциклопедији" место се први пут и под тим именом помиње 1432. године. Касније у 18-19. веку постаје рударска колонија, у коју су колонизивани Румуни и Мађари рудари.

## Становништво
Према попису из 2021. године у насељу је живело 4 становника.
Попис 2002.
| Етнички састав према попису из 2002. године‍ | Етнички састав према попису из 2002. године‍ | Етнички састав према попису из 2002. године‍ | Етнички састав према попису из 2002. године‍ | Етнички састав према попису из 2002. године‍ |
| ------------------------------------------- | ------------------------------------------- | ------------------------------------------- | ------------------------------------------- | ------------------------------------------- |
|                                             |                                             |                                             |                                             |                                             |
| Румуни                                      | Румуни                                      |                                             | 107                                         | 93,9%                                       |
| Чеси                                        | Чеси                                        |                                             | 7                                           | 6,1%                                        |